# Boogie (jeu vidéo)
Pour les articles homonymes, voir Boogie.
Boogie est un jeu vidéo de rythme développé par EA Montréal et édité par Electronic Arts, sorti en 2007 sur PlayStation 2, Wii et Nintendo DS.
Sa version Wii est présentée comme un party game et permet aux joueurs de créer leur personnage, pour ensuite utiliser la Wiimote et un microphone pour chanter et danser. Chaque chanson présente dans le jeu peut être jouée soit en dansant soit en karaoké. Le jeu est basé sur le thème de la vie extraterrestre et c'est un des premiers jeux vidéo sortis au Brésil sur Wii.
Il a eu une suite, Boogie Superstar, sortie uniquement sur Wii.

## Personnages
Il y a cinq personnages dans le jeu, chacun correspondant à un chapitre du mode histoire : Bubba, Jet, Julius, Kato et Léa.
Le personnage apparaissant en premier plan sur la jaquette du jeu est Bubba.

## Chansons
La liste des chansons a été annoncée par EA le 10 juillet 2007. Les 39 chansons disponibles sont toutes des reprises.
- ABC - The Jackson 5
- Baila Me - Gipsy Kings
- Boogie Oogie Oogie - A Taste of Honey
- Brick House - The Commodores
- Canned Heat - Jamiroquai
- Celebration - Kool & The Gang
- Dancing in the Street - Martha Reeves & The Vandellas
- Dancing Machine - The Jackson 5
- Don't Cha - Pussycat Dolls / Busta Rhymes
- Fergalicious - Fergie
- Get Right - Jennifer Lopez
- Get the Party Started - Pink
- Girls Just Want to Have Fun - Cyndi Lauper
- Groove Is in the Heart - Deee-Lite
- I Want You Back - The Jackson 5
- I'm a Slave 4 U - Britney Spears
- It's Raining Men - The Weather Girls
- Karma Chameleon - Culture Club
- Kung Fu Fighting - Carl Douglas
- Le Freak - Chic
- Let's Get It Started - Black Eyed Peas
- Love Rollercoaster - The Ohio Players
- Love Shack - The B-52's
- Mambo No. 5(A Little Bit of…) - Lou Bega
- Milkshake - Kelis
- One More Time - Daft Punk
- One Way or Another - Blondie
- Oops!… I Did It Again - Britney Spears
- Pop Muzik - M
- SOS - Rihanna
- Stars - Simply Red
- That's the Way (I Like It) - KC and the Sunshine Band
- Tú y Yo - Thalía
- U Can't Touch This - MC Hammer
- Virtual Insanity - Jamiroquai
- Walking on Sunshine - Katrina and the Waves
- We Are Family - Sister Sledge
- Y.M.C.A. - Village People
- You're the One That I Want - John Travolta & Olivia Newton-John

## Développement
Le jeu a été développé du début à la fin à Montréal. Les développeurs ont souhaité satisfaire autant les joueurs habitués que les joueurs occasionnels.
Boogie n'a pris qu'un an de développement, un « exploit ». Le directeur général de EA Montréal a déclaré à ce sujet « On vise avant tout le plaisir, alors le temps que l'on met à développer des technologies super-puissantes dans d'autres jeux, nous l'avons cette fois consacré à la créativité ».

## Réception critique
L'accueil critique fait au jeu est très moyen, avec des moyennes oscillant entre 51,46 % et 59,77 % suivant les versions du jeu sur GameRankings et entre 52/100 et 58/100 sur Metacritic. Dans les deux cas, c'est la version sur PlayStation 2 qui écope de la pire moyenne.
Jeuxvideo.com a noté 8/20 les trois versions du jeu, le qualifiant de « trop tolérant et trop simpliste ». De son côté, Gamekult accorde un 4/10 aux versions Wii et PlayStation 2 et un 3/10 à celle sur Nintendo DS, soulignant le fait que la « reconnaissance tactile est déplorable » sur cette version.

## Ventes
Si l'on s'appuie sur les chiffres de VG Chartz, qui ne sont complets que pour l'Amérique, on constate que la version Wii est celle s'étant le plus vendue, avec environ 440 000 exemplaires vendues en Amérique, contre 50 000 sur PlayStation 2 et 180 000 sur Nintendo DS,,.
Sur les autres territoires, dont l'Europe, la version Wii de Boogie s'est vendue à 480 000 unités.